# 吸血鬼之避世—血族
《吸血鬼之避世－血族》是一款2004年发售的PC平台的角色扮演游戏。该游戏由Troika Games公司基于Source引擎制作，动视公司发售，故事背景取材于白狼游戏发布的《黑暗世界》之《吸血鬼之避世潜藏》。故事线开放，有主线与支线任务的设定。游戏采用第1人称和第3人称视角，允许玩家扮演Camarilla的6个吸血鬼家族或独立的Gangrel家族的一个成员，玩家会在洛杉矶里调查一系列关于安卡蘭石棺的事件。

## 剧情

### 背景设定
在黑暗世界里，吸血鬼分为三大势力：自中世纪猎巫行动（史称異端審判）和圣战以来一直存在，负责维持吸血鬼社会秩序和保护吸血鬼存在的秘密（简称避世法则）的密党（Camarilla）、认为避世法则不需要密党维护并反抗密党的腐败统治的自由派（Anarchs）和认为避世法则只是对吸血鬼内心兽性的无谓限制的魔党（Sabbat）。千百年来三方势力一直对立，尤其是密党和魔党的斗争更是越演越烈。（密党和自由派虽然对立，但必要时仍可以放下成见成为盟友）
洛杉矶六十年来一直都是自由派治下的自由城市之一，直到2003年鬼人入侵、进驻唐人街并成功把自由派赶下台，之后密党乘虚而入重新接管洛杉矶。洛杉矶自此形成了密党、自由派和鬼人三足鼎立的尴尬局面，除了防备魔党袭击以外三方势力一直勾心斗角。

### 故事大纲
玩家为一位被非法初拥（根据密党法律，因为随心所欲地转化人类可能造成吸血鬼的存在暴露，所以必须向当地亲王申请初拥许可，违者死）的吸血鬼，在差点被塞巴斯蒂安·拉克魯瓦亲王下令处死却被自由派领袖奈斯反对后，拉克魯瓦为免挑起密党和自由派的战端而饶过了玩家。之后玩家为了还这份「人情债」而开始为拉克魯瓦执行任务，并渐渐卷入各方围绕着即将到达洛杉矶的安卡蘭石棺的各种图谋之中。玩家为了在这个勾心斗角的残酷世界中生存下去必须摆脱各方势力的摆布，并选择自己的命运。

### 结局
拉克魯瓦结局
玩家决定忠于拉克魯瓦，并在打败晓明等鬼人后一同打开了安卡蘭石棺。
斯特勞斯结局
玩家决定忠于密党，并在斯特勞斯的支持下打败晓明和逮捕拉克魯瓦。之后斯特勞斯决定将斯特勞斯藏在一个不知何处的仓库里积尘，避免弄醒其中的始祖。
自由派结局
玩家决定加入自由派，并在奈斯的支持下打败晓明和拉克魯瓦。玩家可以选择打开安卡蘭石棺，或者是让拉克魯瓦自行打开。自由派因此重新掌控洛杉矶。
晓明结局
玩家决定加入鬼人，并在晓明的支持下打败拉克魯瓦，鬼人因此掌控洛杉矶。之后晓明为了避免安卡蘭石棺内的秘密被人知晓和防止玩家成為鬼人未來的威脅而将石棺和玩家绑在一起一同沉入太平洋。
孤狼结局
玩家决定不加入任何一方，并独自打败晓明和拉克魯瓦。玩家可以选择打开安卡蘭石棺，或者是让拉克魯瓦自行打开。
人狼结局
技术上属于秘密解锁的结局，同时也是最无厘头的结局，说完了。

## 主要角色
- 初生者（The Fledgling）：玩家角色，在被非法初拥后差点被拉克魯瓦处死，被饶恕后为了活命成为拉克魯瓦的跑腿。周遭的角色们会基于玩家对氏族、对白和行动的选择以不同方式对待初生者。
- 塞巴斯蒂安·拉克魯瓦（Sebastian LaCroix）：洛杉矶的密党亲王，拉克魯瓦集团的主席,曾是拿破仑的士兵。属于梵卓（Ventrue）氏族。性格高傲、自以为是、不择手段并且喜欢玩弄权谋。因为怨恨洛杉矶不尊重、服从自己的吸血鬼和派遣他到当地的密党而跟晓明勾结一同抢夺安卡蘭石棺和对付自由派，企图吞噬其中的上古耆宿以获得无可比拟的力量。
- 警长（The Sheriff）：拉克魯瓦的手下，负责治安和战斗。属于那哥鲁帕（Nagloper，一个来自非洲的氏族）氏族。
- 馬克西米利安·斯特勞斯（Maximilian Strauss）：洛杉矶密党四位族老（密党体制中扶持王子和统领当地血族的职位）之一，虽然忠于密党但对拉克魯瓦并不忠诚。代表托睿魔爾（Tremere）氏族。因为察觉到玩家的潜力而跟玩家搭上线，同时也是游戏中少数不会利用和背叛玩家的角色之一。认为反叛军就是一群冲动、极端的反叛者所以对他们有一定的轻视。
- 加里·高登（Gary Golden）：洛杉矶密党四位族老之一，跟艾布拉姆斯因为两个氏族世代的恩怨而不和。属于諾斯弗拉圖（Nosferatu）氏族。
- 墨丘里奥（Mercurio）：拉克魯瓦的血仆（血仆（Ghoul）,由人类喝了一点吸血鬼的生命源血（Vitae）后变化而成，拥有超乎常人的长寿和复原能力，但会对生命源血上瘾），负责收集炸弹。如果玩家没有向拉克魯瓦告他的状，他会成为玩家众多武器贩子之一。
- 奈斯·羅德里格斯（Nines Rodriguez）：洛杉矶自由派的领袖，在大萧条期间成为吸血鬼，因此比所有人都讨厌腐败的官僚，并想要推翻密党对洛杉矶的统制、重夺洛杉矶。属于布魯赫（Brujah）血族。跟拉克魯瓦完全相反充满人望甚至受到敌人的尊重，同时也是游戏中少数不会利用和背叛玩家的角色之一。
- 微笑傑克（Smiling Jack）：黑暗世界里著名的自由派，玩家的指导，同时也是安卡蘭石棺事件的幕后黑手。属于布魯赫（Brujah）氏族。
- 少女（Damsel）：洛杉矶自由派的成员，同时是羅德里格斯的忠实拥护者之一。属于布魯赫（Brujah）氏族。
- 斯凱爾特（Skelter）：洛杉矶自由派的成员，越南战争的老兵。属于冈格罗（Gangrel）氏族。
- 特蕾絲·沃曼（Therese Voerman）和珍妮特·沃曼（Jeanette Voerman）：一对情绪不太稳定的姐妹，特蕾絲是聖莫妮卡的男爵（自由派体制中市内一个地区的统治者），并和珍妮特共同经营当地一家夜店Asylum，但两人经常互相敌对。由格蕾·德莱勒担任2人的配音。属于末卡維安(Malkavian)氏族。
- 艾薩克·艾布拉姆斯（Isaac Abrams）：荷里活的男爵，为当地的一位名制片人。跟斯特勞斯是老对手。属于托瑞朵(Toreador)氏族。
- 晓明（Ming-Xiao）：洛杉矶唐人街的统治者，同时是洛杉矶鬼人（Kuei-jin，黑暗世界里的东方僵尸，吸血是为了吸取活人的精气，而且没有转化人类的能力，因为非我族类和入侵西方而跟吸血鬼水火不容）的领袖。虽然跟拉克魯瓦合作，但两人其实各怀鬼胎。
- 安卡蘭石棺（Ankaran Sarcophagus）：近期出土的亞述國王石棺，因为谣言说其中藏有沉睡中的十三位上古耆宿之一而成为各方争夺的目标。（十三位上古耆宿统称为Antediluvian，为圣经世代大洪水期间毁灭的第一座城市除了该隐以外的生还者，作为第三代吸血鬼同时也是现存力量最接近真祖该隐的吸血鬼。（第二代早就被第三代们歼灭了）他们的苏醒被视为吸血鬼末日（Gehenna）的预兆之一。）
- 安德烈（Andrei）：洛杉矶魔党的领袖,中期为了截断密党的情报链而用自己改造的怪物侵占了荷里活部分下水道，后期因为魔党希望透过阻止上古耆宿苏醒来阻止吸血鬼末日的来临而介入安卡蘭石棺的争夺。属于棘秘魑（Tzimisce）氏族。
- 貝克特（Beckett）：黑暗世界里著名的考古学家，也是有名的孤狼（完全独立、没有靠山）。独自调查安卡蘭石棺，后来被拉克魯瓦雇佣研究石棺。属于冈格罗（Gangrel）氏族。
- 的士司机（Cab Driver）：游戏里负责接送玩家的神秘司机，跟傑克认识而且似乎是同谋。大量玩家猜测的士司机的真实身份就是吸血鬼真祖该隐。
- 希瑟·坡（Heather Poe）：一位重伤垂死的大学生，玩家可以选择透过将她变成自己的血仆救她一命。之后如果玩家没有赶她走的话，她会自愿成为玩家的紧急血液来源和仆人。但如果玩家没有及时赶她走的话，她会死在魔党的手上。

## 制作与发售
《血族》的制作始于2001年，历时3年完成。开发过程并非一番顺利。32人的开发小组在2004年11月16日勉强发布了一个未完工版。其发售量不到8000份，算是一次失败。该作以其流程的故事叙述、长时长的完整配音、风格多变的音乐、玩法的高自由度等特色受到玩家欢迎，并影响了同类游戏，但也因其在技术方便处理的不到位和销量的不足而为人诟病。但这也是其制作公司的最后一款游戏。2005年初，Troika Games公司倒闭，这个尚有技术瑕疵的游戏也就再也不可能有官方补丁推出了。2013年，IGN评论员Luke reilly将其纳入“那些令前制作人可以引以为傲的作品”之列。至2014年为止，仍有一些老玩家坚持自发地为这款游戏制作补丁。

### 延伸阅读
- Osborn, Chuck.  10. PC Gamer US. 2003: 46–54. ISSN 1080-4471. |issue=被忽略 (帮助)
- . Computer Gaming World. March 2005: 56–57. |issue=被忽略 (帮助)
- Osborn, Chuck.  12. PC Gamer US. 2005: 92–94. ISSN 1080-4471. |issue=被忽略 (帮助)